# Гандждара
Гандждара (тадж. Ганҷдара) — деха́ (сельский населённый пункт) в Раштском районе Таджикистана. Входит в состав сельской общины (джамоата дехота) Джафр. Расстояние от села до центра района (пгт Гарм) — 40 км, до центра джамоата (село Джафр) — 20 км. Население — 105 человек (2017 г.), таджики. Население в основном занято сельским хозяйством (животноводство и растениводство). Земли орошаются главным образом водами горных источников.
В 1949 г. население было переселено в районы Кумсангир (Джайхун) и Колохозабад (Дж. Балхи). Село оставалось брошенным до того, как часть жителей вернулась сюда в 1980 г. 
Расположен на правом берегу реки Сурхоб. Сёла ниже по течению — Нимич, выше по течению — Миртоб. 